# Liste der Nummer-eins-Country-Alben in den USA (1968)
Dies ist eine Liste der Nummer-eins-Alben in den von Billboard ermittelten Verkaufscharts für Country-Alben in den USA im Jahr 1968. In diesem Jahr gab es siebzehn Nummer-eins-Alben.

| ← 1967 ← | Liste der Nummer-eins-Country-Alben in den USA | Liste der Nummer-eins-Country-Alben in den USA | Liste der Nummer-eins-Country-Alben in den USA  | 1969 →                    |
| \| Zeitraum \| Wo. ges. \| Interpret \| Titel \| Zusätzliche Informationen \| \| (Zeitraum, Wochen auf Platz eins, Interpret, Titel, zusätzliche Informationen) \| \| \| \| \| \| ------------------------------------------------------------------------------ \| -------- \| ----------------------------- \| -------------------------------------------------- \| ------------------------- \| \| 30. Dezember 1967 – 9. Februar 1968 6 Wochen (insgesamt 13) \| 13 \| Eddy Arnold \| Turn the World Around[1] \| - \| \| 10. Februar 1968 – 8. März 1968 4 Wochen (insgesamt 4) \| 4 \| Glen Campbell \| By the Time I Get to Phoenix[2] \| - \| \| 9. März 1968 – 15. März 1968 1 Woche (insgesamt 1) \| 1 \| Merle Haggard & the Strangers \| Sing Me Back Home[3] \| - \| \| 16. März 1968 – 5. April 1968 3 Wochen (insgesamt 3) \| 3 \| Buck Owens & his Buckaroos \| It Takes People Like You to Make People Like Me[4] \| - \| \| 6. April 1968 – 12. April 1968 1 Woche (insgesamt 1) \| 1 \| Eddy Arnold \| The Everlovin’ World of Eddy Arnold[5] \| - \| \| 13. April 1968 – 19. April 1968 1 Woche (insgesamt 4) \| 4 \| Buck Owens & his Buckaroos \| It Takes People Like You to Make People Like Me \| - \| \| 20. April 1968 – 10. Mai 1968 3 Wochen (insgesamt 4) \| 4 \| Eddy Arnold \| The Everlovin’ World of Eddy Arnold \| - \| \| 11. Mai 1968 – 17. Mai 1968 1 Woche (insgesamt 1) \| 1 \| Lynn Anderson \| Promises, Promises[6] \| - \| \| 18. Mai 1968 – 24. Mai 1968 1 Woche (insgesamt 1) \| 1 \| Charley Pride \| The Country Way[7] \| - \| \| 25. Mai 1968 – 7. Juni 1968 2 Wochen (insgesamt 2) \| 2 \| Bobby Goldsboro \| Honey[8] \| - \| \| 8. Juni 1968 – 14. Juni 1968 1 Woche (insgesamt 1) \| 1 \| Glen Campbell \| Hey Little One[9] \| - \| \| 15. Juni 1968 – 28. Juni 1968 2 Wochen (insgesamt 2) \| 2 \| Loretta Lynn \| Fist City[10] \| - \| \| 29. Juni 1968 – 19. Juli 1968 3 Wochen (insgesamt 5) \| 5 \| Bobby Goldsboro \| Honey \| - \| \| 20. Juli 1968 – 9. August 1968 3 Wochen (insgesamt 3) \| 3 \| Johnny Cash \| At Folsom Prison[11] \| - \| \| 10. August 1968 – 20. September 1968 6 Wochen (insgesamt 6) \| 6 \| Glen Campbell \| A New Place in the Sun[12] \| - \| \| 21. September 1968 – 4. Oktober 1968 2 Wochen (insgesamt 2) \| 2 \| Tammy Wynette \| D-I-V-O-R-C-E[13] \| - \| \| 5. Oktober 1968 – 11. Oktober 1968 1 Woche (insgesamt 4) \| 4 \| Johnny Cash \| At Folsom Prison \| - \| \| 12. Oktober 1968 – 25. Oktober 1968 2 Wochen (insgesamt 2) \| 2 \| Glen Campbell \| Gentle on My Mind[14] \| - \| \| 26. Oktober 1968 – 1. November 1968 1 Woche (insgesamt 1) \| 1 \| Bobbie Gentry & Glen Campbell \| Bobbie Gentry and Glen Campbell[15] \| - \| \| 2. November 1968 – 29. November 1968 4 Wochen (insgesamt 4) \| 4 \| Jeannie C. Riley \| Harper Valley PTA[16] \| - \| \| 30. November 1968 – 27. Dezember 1968 4 Wochen (insgesamt 4) \| 4 \| Glen Campbell \| Wichita Lineman[17] \| - \| |                                                |                                                |                                                 |                           |
| ← 1967 |                                                |                                                |                                                 | → 1969 →                  |
| Zeitraum | Wo. ges.                                       | Interpret                                      | Titel                                           | Zusätzliche Informationen |
| (Zeitraum, Wochen auf Platz eins, Interpret, Titel, zusätzliche Informationen) |                                                |                                                |                                                 |                           |
| 30. Dezember 1967 – 9. Februar 1968 6 Wochen (insgesamt 13) | 13                                             | Eddy Arnold                                    | Turn the World Around                           | -                         |
| 10. Februar 1968 – 8. März 1968 4 Wochen (insgesamt 4) | 4                                              | Glen Campbell                                  | By the Time I Get to Phoenix                    | -                         |
| 9. März 1968 – 15. März 1968 1 Woche (insgesamt 1) | 1                                              | Merle Haggard & the Strangers                  | Sing Me Back Home                               | -                         |
| 16. März 1968 – 5. April 1968 3 Wochen (insgesamt 3) | 3                                              | Buck Owens & his Buckaroos                     | It Takes People Like You to Make People Like Me | -                         |
| 6. April 1968 – 12. April 1968 1 Woche (insgesamt 1) | 1                                              | Eddy Arnold                                    | The Everlovin’ World of Eddy Arnold             | -                         |
| 13. April 1968 – 19. April 1968 1 Woche (insgesamt 4) | 4                                              | Buck Owens & his Buckaroos                     | It Takes People Like You to Make People Like Me | -                         |
| 20. April 1968 – 10. Mai 1968 3 Wochen (insgesamt 4) | 4                                              | Eddy Arnold                                    | The Everlovin’ World of Eddy Arnold             | -                         |
| 11. Mai 1968 – 17. Mai 1968 1 Woche (insgesamt 1) | 1                                              | Lynn Anderson                                  | Promises, Promises                              | -                         |
| 18. Mai 1968 – 24. Mai 1968 1 Woche (insgesamt 1) | 1                                              | Charley Pride                                  | The Country Way                                 | -                         |
| 25. Mai 1968 – 7. Juni 1968 2 Wochen (insgesamt 2) | 2                                              | Bobby Goldsboro                                | Honey                                           | -                         |
| 8. Juni 1968 – 14. Juni 1968 1 Woche (insgesamt 1) | 1                                              | Glen Campbell                                  | Hey Little One                                  | -                         |
| 15. Juni 1968 – 28. Juni 1968 2 Wochen (insgesamt 2) | 2                                              | Loretta Lynn                                   | Fist City                                       | -                         |
| 29. Juni 1968 – 19. Juli 1968 3 Wochen (insgesamt 5) | 5                                              | Bobby Goldsboro                                | Honey                                           | -                         |
| 20. Juli 1968 – 9. August 1968 3 Wochen (insgesamt 3) | 3                                              | Johnny Cash                                    | At Folsom Prison                                | -                         |
| 10. August 1968 – 20. September 1968 6 Wochen (insgesamt 6) | 6                                              | Glen Campbell                                  | A New Place in the Sun                          | -                         |
| 21. September 1968 – 4. Oktober 1968 2 Wochen (insgesamt 2) | 2                                              | Tammy Wynette                                  | D-I-V-O-R-C-E                                   | -                         |
| 5. Oktober 1968 – 11. Oktober 1968 1 Woche (insgesamt 4) | 4                                              | Johnny Cash                                    | At Folsom Prison                                | -                         |
| 12. Oktober 1968 – 25. Oktober 1968 2 Wochen (insgesamt 2) | 2                                              | Glen Campbell                                  | Gentle on My Mind                               | -                         |
| 26. Oktober 1968 – 1. November 1968 1 Woche (insgesamt 1) | 1                                              | Bobbie Gentry & Glen Campbell                  | Bobbie Gentry and Glen Campbell                 | -                         |
| 2. November 1968 – 29. November 1968 4 Wochen (insgesamt 4) | 4                                              | Jeannie C. Riley                               | Harper Valley PTA                               | -                         |
| 30. November 1968 – 27. Dezember 1968 4 Wochen (insgesamt 4) | 4                                              | Glen Campbell                                  | Wichita Lineman                                 | -                         |